# Frank Baumgartl
Pour les articles homonymes, voir Baumgartl.
Frank Baumgartl, né le 29 mai 1955 à Bad Schlema (Saxe) et  mort le 26 août 2010, est un athlète est-allemand, coureur de 3 000 m steeple.
Aux Jeux olympiques de Montréal, il a remporté la médaille de bronze sur cette discipline. Pendant cette course, il se trouvait dans une position très favorable, aux côtés du futur vainqueur Anders Gärderud, lorsqu'il chuta sur le dernier obstacle. Il continua courageusement et réussit à sauver la médaille de bronze. 
Il est le seul allemand avec Alfred Dompert à avoir remporté une médaille de bronze sur 3 000 m steeple aux Jeux olympiques d'été.
Son seul autre succès international est un titre junior en 1973.

## Palmarès

### Jeux olympiques d'été
- 1976 à Montréal (Canada)
  -  Médaille de bronze sur 3 000 m steeple

### Championnats d'Europe junior d'athlétisme
- Championnats d'Europe junior d'athlétisme de 1973 à Duisbourg (Allemagne)
  -  Médaille d'or sur 2 000 m steeple